# Catocala ultronia
Catocala ultronia (tên tiếng Anh: Dark Red Underwing hoặc Ultronia Underwing) là một loài bướm đêm thuộc họ Erebidae. Nó được tìm thấy ở hầu hết miền đông Bắc Mỹ, phía nam đến Florida và Texas. It ranges phía tây across phần phía nam của Canada to extreme southĐông British Columbia.
Sải cánh dài 46–60 mm. Con trưởng thành bay vào tháng 8 làm một đợt tùy theo địa điểm.

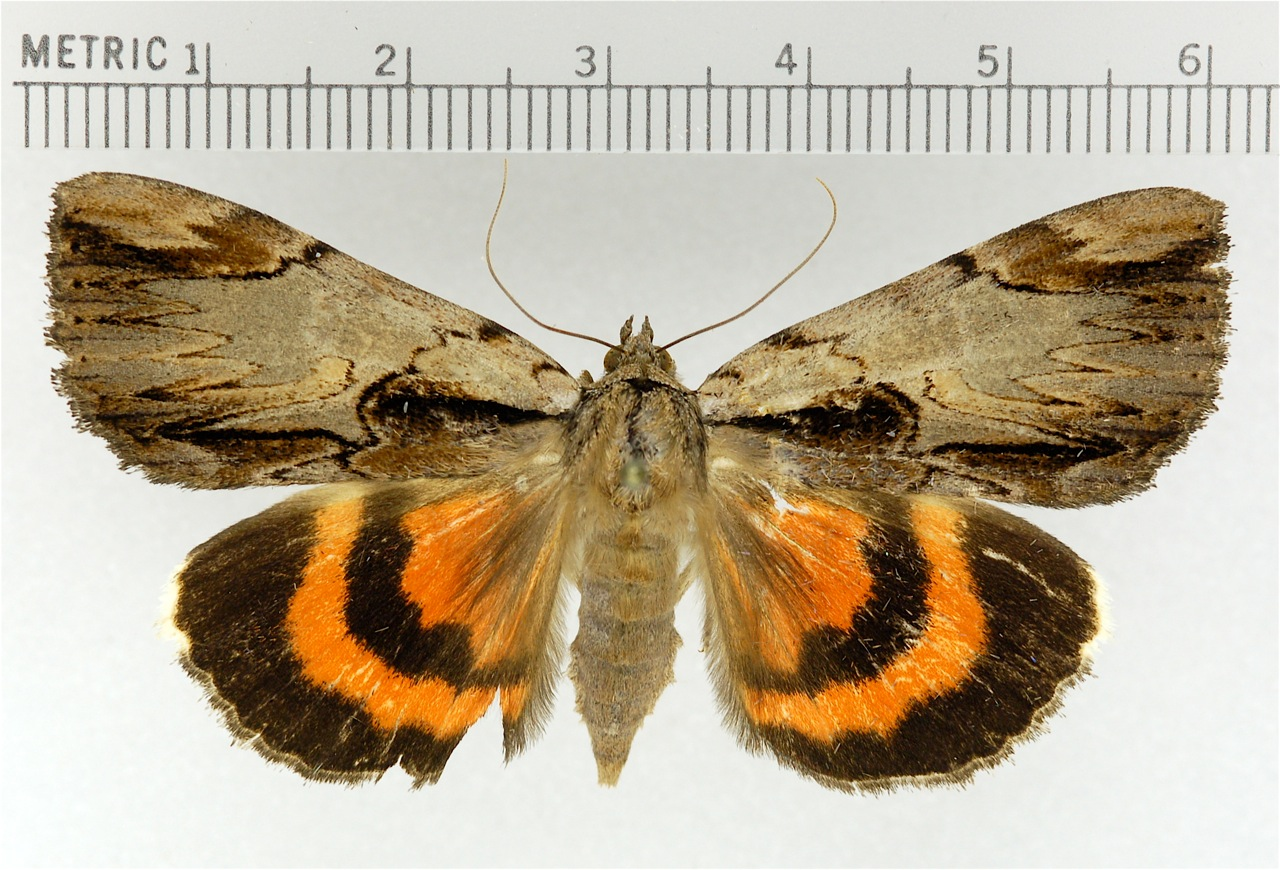
Adult

Ấu trùng ăn các loài Fraxinus pennsylvanica, Malus, Populus grandidenta, Prunus pensylvanica, Prunus serotina, Prunus virginiana và Tilia americana.